# أبو خيبر
أبو خيبر هو معتقل عراقي تحتجزه القوات الأمريكية، تقول التقارير أن إدارة دونالد ترامب تفكر في إرساله إلى معتقل غوانتانامو؛ ليكون أول من يٌرسل إلى غوانتانامو منذ عام 2008. وتؤكد تقارير صحفية أنه عضو في تنظيم القاعدة أو تنظيم الدولة الإسلامية. كما تقول نيويورك تايمز أنه تم القبض عليه في اليمن في عام 2016. وأنه لا يزال محتجزًا في اليمن من قبل دولة أخرى.